# 賠償庁
賠償庁（ばいしょうちょう）は、かつて存在した日本の行政機関。長は国務大臣賠償庁長官。

## 概要
賠償庁は、賠償庁臨時設置法（昭和23年1月31日法律第3号）に基づいて、総理庁の外局として、1948年（昭和23年）2月1日に設置された。1949年（昭和24年）6月1日に総理府の外局となり（総理府設置法（昭和24年5月31日法律第127号））、1952年（昭和27年）4月28日に廃止された（総理府設置法等の一部を改正する等の法律 （昭和27年4月28日法律第116号））。
賠償庁は、内閣総理大臣の管理の下、次の事務を掌理した（第5号から第7号は、総理府の外局となった後に追加。）。
1. 賠償実施の基本的事項の企画立案に関する事項
2. 賠償実施に関する作業責任官庁の事務の総合調整、推進及び監査に関する事項
3. 賠償物件の引渡に関する事項
4. 賠償に関する調査に関する事項
5. 連合国軍最高司令官の管理に係る財産（但し、賠償物件を除く。以下「特殊財産」という｡）に関し連合国最高司令官が発する指令を実施するための企画立案に関する事項
6. 特殊財産に関する関係行政機関の事務の綜合調整及び推進に関する事項
7. 特殊財産の調査、管理及び処理に関する事項（但し、他の行政機関の所管に属するものを除く｡）

## 歴代長官（国務大臣）
| 1 | 笹森順造     | 片山内閣               | 1948年2月1日 - 1948年3月10日                                                                                         |
| 2 | 船田享二     | 芦田内閣               | 1948年3月10日 - 1948年10月15日 1948年3月10日-7月1日・行政調査部総裁、1948年7月1日-10月15日・行政管理庁長官による兼任 |
|   | 吉田茂       | 第2次吉田内閣          | 1948年10月15日-1948年10月19日 内閣総理大臣による事務取扱                                                             |
| 3 | 井上知治     | 第2次吉田内閣          | 1948年10月19日-1949年2月16日                                                                                         |
| 4 | 樋貝詮三     | 第3次吉田内閣          | 1949年2月16日-1949年3月11日                                                                                          |
| 5 | 山口喜久一郎 | 第3次吉田内閣          | 1949年3月11日-1950年6月28日                                                                                          |
| 6 | 増田甲子七   | 第3次吉田第1次改造内閣 | 1950年6月28日-1951年6月7日 建設大臣による兼任                                                                        |
| 7 | 周東英雄     | 第3次吉田第1次改造内閣 | 1951年6月7日-1951年7月4日 経済安定本部総務長官・物価庁長官による兼任                                                 |
| 7 | 周東英雄     | 第3次吉田第2次改造内閣 | 1951年7月4日-1951年12月27日 経済安定本部総務長官・物価庁長官による兼任                                               |
| 8 | 岡崎勝男     | 第3次吉田第3次改造内閣 | 1951年12月27日-1952年4月28日                                                                                         |

## 賠償庁次長
| 氏名     | 在任期間                       | 備考                       |
| -------- | ------------------------------ | -------------------------- |
| 島津久大 | 1948年2月1日 - 1949年12月10日  |                            |
| 石黒四郎 | 1949年12月10日 - 1951年10月5日 |                            |
| 河崎一郎 | 1951年10月5日 - 1952年4月28日  | 特殊財産部長による次長心得 |

## 部局
総理府の外局となった後の体制
- 長官
- 次長
- 長官官房
- 賠償部
- 特殊財産部